# Saint-Paul-de-Jarrat
Saint-Paul-de-Jarrat è un comune francese di 1 293 abitanti situato nel dipartimento dell'Ariège nella regione dell'Occitania.

## Società

### Evoluzione demografica
Abitanti censiti